# Nagy hal, kis tó-effektus

## Metaforikus kép
Egy nagyobb, erősebb egyén egy hozzá képest kicsi, alacsonyabb rendű környezetben sokkal jobban ki tud bontakozni, mint esetlegesen az ő adottságainak megfelelő vagy adottságainál magasabban kvalifikált környezetben. Erre utal a nagy hal egy kis tóban metaforikus kép is.

## Pszichológiai háttér
Az énképünk kialakulása során meglehetősen fontos szerepe van annak szociális közegnek, amelyben életünket éljük.
Minden ismerősünknek akivel személyes kapcsolatot ápolunk kialakul a véleménye rólunk. Legyen az szülő, barát, tanár, vagy csak egy távoli ismerős. Ezeknek az embereknek a rólunk alkotott véleménye segít megismerni saját magunkat és nagyban hozzájárul az énképünk kialakításához. Az általuk kapott reakciók segítenek megismerni a saját viselkedésünket. Azonban egyes emberek véleménye nem annyira meghatározó, mint a hozzánk közelebb állóké. Valaki véleményére jobban adunk, tanácsát és bírálatát is szívesebben fogadjuk.
Ezt felismerve Herbert W. Marsh (1987) rámutatott arra, hogy az énkép nem értelmezhető és vizsgálható 
megfelelő módon anélkül, hogy figyelembe vennénk a referenciakeretek jelentőségét annak 
működésében.” Azonos objektív tulajdonságok és teljesítmények eltérő énképhez vezethetnek annak 
megfelelően, hogy az egyén milyen referenciakeretet vesz alapul, amikor értékeli önmagát” (Herbert W. Marsh1987)
Két közel hasonló kompetenciával rendelkező tanuló eltérően értékelheti magát a környezetétől, társaitól illetve az ismerőseitől, családtagjaitól függően. Az egyik tanuló egy gyengébb képességű osztályba jár míg a másik egy jó képességű gyerekekből álló osztályban tanul. A szociális összehasonlításban szerepet játszó referenciakeret e hatását nevezi 
iskolai keretek között Herbert W. Marsh (1984) Nagy Hal Kis Tó (Big Fish Little Pond) hatásnak.

## Nagy hal, kis tó-effektus lényege
Egyes személyek saját teljesítményüket társaik eredményeihez mérten értékelik, és ezen értékelés alapján alakul ki az önképük. A gyengébb képességű osztályba járó tanuló sokkal magabiztosabb és pozitívabb önképpel fog rendelkezni mint a jobb képességű gyerekekből álló osztályba járó tanuló akinek sokkal negatívabb énkép fog kialakulni saját magáról.(Nagy Hal Kis Tó Hatása negatív). Ezen hatások mellett azonban az ismerősök viselkedése is alakíthatja önképünket, ha valakivel tapintatosabban bánnak, dicsérik még a kisebb sikerek során is, könnyebben alakul ki pozitív kép saját magáról. Azonban ebben az esetben ez a kép egy kicsit eltorzul, eltér a valóságtól.
Bár a Nagy Hal Kis Tó hatást idáig csak a tanulási énképpel kapcsolatosan mutatták ki, de nagy valószínűséggel ezen hatás más területeken is működik legyen az munka, sport vagy bármilyen más terület.

### Vita az effektus körül
Vita tárgya azonban, hogy a hatás által a pozitív önképpel rendelkező tanulók teljesítménye milyen irányba mutat, elégedettek lesznek magukkal és ezáltal teljesítményük csökken vagy a róluk kialakított képet próbálják fenntartani. Fordított esetben pedig a negatív önképpel rendelkező tanulók beletörődve képességeikbe, ugyanazon a szinten maradnak vagy megpróbálják a róluk és saját magukról kialakított képet megváltoztatni és így növelni teljesítményüket.